# Blues Hall of Fame
Blues Hall of Fame – panteon sław honorująca osoby, które wniosły znaczący wkład w rozwój muzyki bluesowej. Wprowadzane są do niej osoby wykonujące, nagrywające lub dokumentujące muzykę bluesową. Została założona w 1980 przez Blues Foundation.

## Wprowadzeni

### 2015
- Eric Clapton
- Little Richard
- Tommy Brown

### 2014
- Dick Shurman
- Don Robey
- Mike Kappus
- Big Jay McNeely
- Eddie Shaw
- Eddie „Cleanhead” Vinson
- R.L. Burnside
- Robert Pete Williams

### 2013
- Earl Hooker
- Jimmie Rodgers
- Jody Williams
- Joe Louis Walker
- Little Brother Montgomery
- Otis Clay

Niewykonawcy:
- Cosimo Matassa
- Dave Clark
- Henry Glover

### 2012
- Billy Boy Arnold
- Mike Bloomfield
- Buddy Johnson & Ella Johnson
- Lazy Lester
- Furry Lewis
- Matt „Guitar” Murphy
- Frank Stokes
- Allen Toussaint

Niewykonawcy:
- Chris Albertson
- Horst Lippmann & Fritz Rau
- Doc Pomus
- Pervis Spann

### 2011
- Big Maybelle
- Robert Cray
- John P. Hammond
- Alberta Hunter
- Denise LaSalle
- J.B. Lenoir

Niewykonawcy:
- Bruce Bromberg
- Vivian Carter i Jimmy Bracken
- Samuel Charters
- John W. Work III

### 2010
- Lonnie Brooks
- Gus Cannon
- W.C. Handy
- Amos Milburn
- Charlie Musselwhite
- Bonnie Raitt

Niewykonawcy:
- Peter Guralnick
- Sonny Payne

### 2009
- Reverend Gary Davis
- Taj Mahal
- Irma Thomas
- Son Seals

Niewykonawcy:
- Clifford Antone
- Mike Leadbitter
- Bob Porter

### 2008
- Johnny „Guitar” Watson
- Jimmy McCracklin
- Peetie Wheatstraw
- Jimmy Witherspoon
- Mississippi Sheiks
- Hubert Sumlin

Niewykonawcy:
- John Hammond
- Paul Oliver

### 2007
- Dave Bartholomew
- Dr. John
- Eddie “Guitar Slim” Jones
- Sister Rosetta Tharpe

Niewykonawcy:
- Art Rupe
- Ahmet Ertegün

### 2006
- Paul Butterfield
- James Cotton
- Bobby Rush
- Roy Milton

Niewykonawcy:
- Bobby Robinson
- Jerry Wexler
- Joe, Jules, Lester, and Saul Bihari

### 2005
- Ike Turner
- Walter Davis

Niewykonawcy:
- H.C. Speir

### 2004
- Bo Diddley
- Blind Boy Fuller

Niewykonawcy:
- J. Mayo Williams

### 2003
- Fats Domino
- Pinetop Perkins
- Dinah Washington
- Sippie Wallace

Niewykonawcy:
- Ralph Bass

### 2002
- Big Maceo Merriweather
- Ruth Brown

Niewykonawcy:
- Jim O’Neal

### 2001
- Rufus Thomas(inne języki)
- Etta James
- Little Junior Parker

Niewykonawcy:
- Theresa Needham
- Robert Palmer

### 2000
- Johnny Otis
- Stevie Ray Vaughan

Niewykonawcy:
- Dick Waterman

### 1999
- Roosevelt Sykes
- Clarence Gatemouth Brown

Niewykonawcy:
- Chris Strachwitz
- Lester Melrose

### 1998
- Luther Allison
- Junior Wells

Niewykonawcy:
- Lillian Shedd McMurry
- Sam Phillips

### 1997
- Brownie McGhee
- Koko Taylor

Niewykonawcy:
- Bruce Iglauer

### 1996
- Charles Brown
- David Honeyboy Edwards

Niewykonawcy:
- Pete Welding
- Bob Koester

### 1995
- Jimmy Rogers

Niewykonawcy:
- Leonard Chess
- Phil Chess

### 1994
- Arthur Big Boy Crudup
- Wynonie Harris

Niewykonawcy:
- Bill „Hoss” Allen
- John Lomax
- Alan Lomax
- John Richbourg
- Gene Nobles

### 1993
- Champion Jack Dupree
- Lowell Fulson

### 1992
- Skip James
- Johnny Shines
- Big Joe Williams

### 1991
- Sleepy John Estes
- Billie Holiday
- Fred McDowell
- Sunnyland Slim

### 1990
- Blind Blake
- Lonnie Johnson
- Bukka White

### 1989
- Clifton Chenier
- Robert Lockwood Jr.
- Memphis Slim

### 1988
- Mississippi John Hurt
- Little Milton
- Jay McShann
- Johnny Winter

### 1987
- Percy Mayfield
- Eddie Taylor
- Sonny Terry

### 1986
- Albert Collins
- Tommy Johnson
- Huddie Ledbetter

### 1985
- Chuck Berry
- Buddy Guy
- J.B. Hutto
- Slim Harpo

### 1984
- Big Mama Thornton
- Hound Dog Taylor
- Otis Rush

### 1983
- Louis Jordan
- Albert King
- Robert Nighthawk
- Ma Rainey
- Big Joe Turner

### 1982
- Leroy Carr
- Ray Charles
- Big Walter Horton
- Freddie King
- Magic Sam

### 1981
- Bobby Blue Bland
- Roy Brown
- Blind Willie McTell
- Professor Longhair
- Tampa Red

### 1980
- Big Bill Broonzy
- Willie Dixon
- John Lee Hooker
- Lightnin’ Hopkins
- Son House
- Howlin’ Wolf
- Elmore James
- Blind Lemon Jefferson
- Robert Johnson
- B.B. King
- Little Walter
- Memphis Minnie
- Muddy Waters
- Charley Patton
- Jimmy Reed
- Bessie Smith
- Otis Spann
- T-Bone Walker
- Sonny Boy Williamson I (John Lee Williamson)
- Sonny Boy Williamson II (Aleck „Rice” Miller)